# Edward William Lane
Edward William Lane (Hereford, 17 september 1801 - Worthing, 10 augustus 1876) was een Britse oriëntalist, vertaler en lexicograaf. Zijn bekende werken zijn Manners and Customs of the Modern Egyptians en Arabic-English Lexicon, als ook zijn vertalingen van One Thousand and One Nights en Selections from the Kur-án.
Tijdens zijn leven schreef Lane ook een gedetailleerd verslag van Egypte en de oude bezienswaardigheden van het land. Dit boek, Description of Egypt, werd in 2000 voor het eerst gepubliceerd.

## Vroege jaren
Lane werd geboren in Hereford, Engeland, als derde zoon van dominee Theopilus Lane. Na de dood van zijn vader in 1814  werd Lane naar het gymnasium in Bath en vervolgens naar Hereford gestuurd, waar zijn talent voor wiskunde tot uiting kwam. Hoewel hij een bezoek bracht aan Cambridge, schreef hij zich niet in voor een studie. In plaats daarvan voegde Lane zich bij zijn broer Richard, die in Londen woonde. Lane studeerde zowel gravure als Arabisch. Zijn gezondheid ging echter snel achteruit. Omwille van een nieuwe carrière zette hij koers naar Egypte.

## Werk
Na lange tijd de Arabische taal te hebben bestudeerd en zich bezig te hebben gehouden met Egyptologie vertrok Lane naar Egypte. Ook zijn verslechterde gezondheid was voor hem een van de redenen om te vertrekken. Lane vond dat hij tijdens de strenge wintermaanden een warmer klimaat moest opzoeken. Op 18 juli 1825 vertrok hij naar Egypte.
In september 1825 arriveerde Lane in Alexandrië en vertrok al snel naar Cairo. Hij bleef tweeënhalf jaar in Egypte en mengde zich, gekleed als Turk, met de lokale bevolking. Tijdens zijn verblijf maakte Lane aantekeningen van zijn ervaringen en observaties. Tijdens zijn reis langs de Nijl naar Nubië bezocht hij meerdere plekken, waaronder Abydos, Dendera, Luxor, Kom Ombo, Philae en Aboe Simbel.

### Description of Egypt
De Londense uitgever John Murray toonde al vroeg interesse in het publiceren van het project dat pas in 2000, meer dan honderd jaar na Lane's overlijden, onder de titel Description of Egypt zou verschijnen. Murray trok zich terug, waarschijnlijk vanwege het feit dat het boek gedetailleerde verslagen van Egypte bevatte, talloze illustraties en teksten in het Arabisch, Egyptische hiërogliefen en Oudgrieks, wat de drukkosten aanzienlijk zou verhogen. Daarbij kwam dat Lane geen gevestigde auteur was.
In het boek wijdde Lane vijf hoofdstukken aan hoe Caïro eruitzag en deed gedetailleerd verslag van de monumenten en de natuur eromheen. Ook besprak hij het landschap en de geografie van Egypte, inclusief de woestijnen, de Nijl en hoe deze werd gevormd, de Egyptische landbouw en het klimaat. Een heel hoofdstuk was gewijd aan de politieke geschiedenis van het land.
Lane's beschrijving richtte zich vooral op het Oude Egypte. Hoewel hij tijdens zijn leven niet als zodanig werd gezien, schreef hij als een egyptoloog.
160 illustraties vergezelden Lane's verslagen.

### Manners and Customs of the Modern Egyptians
Doordat Lane Description of Egypt niet gepubliceerd kreeg, stelde hij aan Murray voor een ander boek te schrijven. Het resultaat was Manners and Customs of the Modern Egyptians. Om materiaal te verzamelen en het werk uit te breiden en te herzien, bezocht Lane Egypte opnieuw in 1833. Het boek werd een bestseller en zorgde ervoor dat Lane een gewaardeerde oriëntalist werd.
De gedetailleerde verslagen van het dagelijks leven in Egypte zou nuttig worden voor latere onderzoekers. Toen de geleerde Arthur John Arberry (1905-1969) een eeuw later Egypte bezocht, schreef hij dat het leek alsof hij een ander soort Egypte dan Lane bezocht had. Geen van de dingen waarover Lane had geschreven kwam Arberry tegen.
Lane was zich ervan bewust dat zijn onderzoek werd belemmerd door het feit dat gendersegregatie hem verhinderde Egyptische vrouwen van dichtbij te observeren. Hierdoor werd hij gedwongen te vertrouwen op informatie die door Egyptische mannen werd gedeeld. Om echter een beter beeld te krijgen, liet Lane zijn zus Sophia naar Egypte komen. Zij zou immers toegang krijgen tot gebieden en ruimtes waar alleen vrouwen kwamen, zoals badhuizen.

### One Thousand and One Nights
Een ander groot project van Lane was de vertaling van Duizend-en-een-nacht. Zijn versie werd van 1838 tot 1840 in een maandelijkse serie uitgebracht. In 1840 volgde eveneens een compacte driedelige serie. Een herziene editie kwam in 1859 uit. De encyclopedische annotaties van de eerste editie werden postuum en afzonderlijk gepubliceerd in 1883, onder de titel Arabian Society in the Middle Ages.

## Persoonlijk leven
Lane kwam uit een familie die bijzonder geïnteresseerd was in de Oriënt. Zijn zus Sophia Lane Poole, neef Reginald Stuart Poole en achterneef Stanley Lane-Poole waren allen vooraanstaande geleerde oriëntalisten. Zijn broer Richard James Lane was een graveur en lithograaf uit het Victoriaanse tijdperk, bekend om zijn portretten.
In 1840 trouwde Lane met Nafeesah, een Grieks-Egyptische vrouw die oorspronkelijk aan hem was aangeboden of door hem als slaaf was gekocht toen ze circa acht jaar oud was. Hij had haar aanvankelijk onder zijn hoede genomen om haar te kunnen onderwijzen.
Lane ligt begraven op de begraafplaats van West Norwood. Zijn manuscripten en tekeningen bevinden zich in het archief van het Griffith Institute, onderdeel van van de Universiteit van Oxford.